# Gorua
Gorua is een geslacht van vlinders van de familie spinneruilen (Erebidae).

## Soorten
- G. apicata Holland, 1894
- G. partita Walker, 1856
- G. polita Prout A. E., 1921